# Жак Дюбоше
Жак Дюбошѐ (на френски: Jacques Dubochet) е швейцарски биофизик.

## Биография
Роден е на 8 юни 1942 година в Егъл в кантона Во в семейството на строителен инженер. През 1967 година завършва инженерна физика в Политехническото училище на Лозанския университет, след което получава магистърска степен по молекулярна биология (1969) и докторска степен по биофизика (1973) в Женевския университет.
От 1978 година работи в Европейската лаборатория за молекулярна биология, а от 1987 година – в Лозанския университет, като изследванията му са в областта на структурната биология.
През 2017 година получава Нобелова награда за химия, заедно с Йоахим Франк и Ричард Хендерсън за създаването на криоелектронната микроскопия